# Шинки Кнект
Шинки Кнект (Бантега, 5. јул 1989) је холандски брзи клизач на кратким стазама. Шестоструки је светски и осамнаеструки европски првак.
Холандију је представљао на Олимпијским играма у Ванкуверу 2010. на 500м, 1000м и 1500м, али није успео да уђе у финале. На Олимпијским играма у Сочију 2014. освојио је бронзу на 1000м и четврто место у штафети. Ово је била прва медаља у овом спорту за Холандију на ЗОИ. У Пјонгчангу 2018. освојио је сребро на 1500м.